# YUBIWAZA
『YUBIWAZA』（ユビワザ）は、毎日放送（MBSテレビ）で毎週金曜日の1:59 - 2:30（木曜深夜、日本時間）に放送されていたeスポーツバラエティ番組である。

## 出演者
- 田村淳（ロンドンブーツ1号2号）
- 矢口真里
- 飯窪春菜[1]

## スタッフ
- 構成：米原昌宏、田中孝晃
- CAM：細田勝、杉村哲司、松岡奈央子
- MIX：藤田裕二
- 編集：大塚侑加
- テロップ：正木愛実
- SE：増田恭士
- MA：中川和哉、野口嵩仁
- ナレーション：神楽千歌
- テーマソング：あべし
- 編成：大熊楓
- 宣伝：水野愛美
- 協力：オフィス自由本舗、アルチザン、イノセント、SOUND-K
- アシスタントディレクター：志水文哉、脇坂捺海
- ディレクター：渡辺智之、菅原優美（菅原→以前はAD）、下岡和弘
- ディレクター/演出：辻本賀一、中本圭【週替り、他週はD】
- 企画：東郷泰樹
- チーフプロデューサー：京原雄介（以前はプロデューサー）
- プロデューサー：新堂裕彦（以前は制作）、金丸貴史、松田菜々、牛丸善弘、赤澤友基、平岡大希、水越森生
- 制作協力：吉本興業、ブリッジ
- 製作著作：MBS（毎日放送）

### 過去のスタッフ
- CAM：高岡慎一
- テロップ：山下みゆき
- SE：片岡幸司
- 編成：藤原大輔
- 宣伝：高橋雅則
- アシスタントディレクター：渡邉将、吉岡夏海
- ディレクター：野中康由、上西駿平
- プロデューサー：川中恵一、亀井俊徳

## ネット局

### 現在
| 放送対象地域   | 放送局                    | 系列    | 放送時間（日本時間）         | ネット状況                          |
| -------------- | ------------------------- | ------- | ---------------------------- | ----------------------------------- |
| 近畿広域圏     | 毎日放送（MBS）           | TBS系列 | 金曜 1:59 - 2:30（木曜深夜） | 制作局                              |
| 大分県         | 大分放送（OBS）           | TBS系列 | 火曜 0:55 - 1:25（月曜深夜） |                                     |
| 沖縄県         | 琉球放送（RBC）           | TBS系列 | 金曜 0:59 - 1:34（木曜深夜） | 100日遅れネット                     |
| 富山県         | チューリップテレビ（TUT） | TBS系列 | 金曜 2:10 - 2:40（木曜深夜） |                                     |
| 岡山県・香川県 | RSK山陽放送（RSK）        | TBS系列 | 土曜 0:50 - 1:20（金曜深夜） | 2021年4月24日（23日深夜）ネット開始 |
| 宮崎県         | 宮崎放送（MRT）           | TBS系列 | 土曜 0:55 - 1:25（金曜深夜） |                                     |
| 熊本県         | 熊本放送（RKK）           | TBS系列 | 土曜 2:25 - 2:55（金曜深夜） |                                     |
| 北海道         | 北海道放送（HBC）         | TBS系列 | 金曜 1:56 - 2:26（木曜深夜） |                                     |
| 島根県・鳥取県 | 山陰放送（BSS）           | TBS系列 | 日曜 1:28 - 1:58（土曜深夜） |                                     |
| 静岡県         | 静岡放送（SBS）           | TBS系列 | 日曜 2:08 - 2:39（土曜深夜） |                                     |